# Bundestagswahlkreis Freiburg
Der Wahlkreis Freiburg (2005: Wahlkreis 282, seit 2009: Wahlkreis 281) ist seit 1949 ein Bundestagswahlkreis in Baden-Württemberg. Vertreten wird der Wahlkreis seit der Bundestagswahl 2021 von Chantal Kopf.

## Wahlkreis
Der Wahlkreis umfasst den Stadtkreis Freiburg im Breisgau sowie die Gemeinden  Au, Bötzingen, Bollschweil, Breisach am Rhein, Ebringen, Ehrenkirchen, Eichstetten am Kaiserstuhl, Gottenheim, Horben, Ihringen, March, Merdingen, Merzhausen, Pfaffenweiler, Schallstadt, Sölden, Umkirch, Vogtsburg im Kaiserstuhl und Wittnau des Landkreises Breisgau-Hochschwarzwald. Bei der Bundestagswahl 2021 waren 224.392 Einwohner wahlberechtigt.

## Wahlkreisgeschichte
| Wahl      | Wahlkreisname | Gebiet |
| --------- | ------------- | --- |
| 1949      | 12 Freiburg   | Stadt Freiburg im Breisgau, Landkreis Freiburg |
| 1953–1961 | 186 Freiburg  | Stadt Freiburg im Breisgau, Landkreis Freiburg |
| 1965–1976 | 190 Freiburg  | Stadt Freiburg im Breisgau, Landkreis Freiburg |
| 1980–1998 | 185 Freiburg  | Stadt Freiburg im Breisgau, vom Landkreis Breisgau-Hochschwarzwald die Gemeinden Au, Bötzingen, Bollschweil, Breisach am Rhein, Ebringen, Ehrenkirchen, Eichstetten, Glottertal, Gottenheim, Gundelfingen, Heuweiler, Horben, Ihringen, Kirchzarten, March, Merdingen, Merzhausen, Oberried, Pfaffenweiler, St. Märgen, Sankt Peter, Schallstadt, Sölden, Stegen, Umkirch, Vogtsburg und Wittnau |
| 2002–2005 | 282 Freiburg  | Stadt Freiburg im Breisgau, vom Landkreis Breisgau-Hochschwarzwald die Gemeinden Au, Bötzingen, Bollschweil, Breisach am Rhein, Ebringen, Ehrenkirchen, Eichstetten, Gottenheim, Horben, Ihringen, March, Merdingen, Merzhausen, Pfaffenweiler, Schallstadt, Sölden, Umkirch, Vogtsburg und Wittnau                                                                                              |
| seit 2009 | 281 Freiburg  | Stadt Freiburg im Breisgau, vom Landkreis Breisgau-Hochschwarzwald die Gemeinden Au, Bötzingen, Bollschweil, Breisach am Rhein, Ebringen, Ehrenkirchen, Eichstetten, Gottenheim, Horben, Ihringen, March, Merdingen, Merzhausen, Pfaffenweiler, Schallstadt, Sölden, Umkirch, Vogtsburg und Wittnau                                                                                              |

## Wahlkreisabgeordnete
| Wahl | Abgeordneter | Abgeordneter         | Partei | Stimmen in % |
| ---- | ------------ | -------------------- | ------ | ------------ |
| 1949 |              | Hermann Kopf         | CDU    |              |
| 1953 |              | Hermann Kopf         | CDU    |              |
| 1957 |              | Hermann Kopf         | CDU    |              |
| 1961 |              | Hermann Kopf         | CDU    |              |
| 1965 |              | Hermann Kopf         | CDU    |              |
| 1969 |              | Hans Evers           | CDU    |              |
| 1972 |              | Hans Evers           | CDU    |              |
| 1976 |              | Hans Evers           | CDU    |              |
| 1980 |              | Conrad Schroeder     | CDU    |              |
| 1983 |              | Conrad Schroeder     | CDU    |              |
| 1987 |              | Conrad Schroeder     | CDU    |              |
| 1990 |              | Conrad Schroeder     | CDU    |              |
| 1994 |              | Sigrun Löwisch       | CDU    |              |
| 1998 |              | Gernot Erler         | SPD    |              |
| 2002 |              | Gernot Erler         | SPD    |              |
| 2005 |              | Gernot Erler         | SPD    |              |
| 2009 | 33,0         | Gernot Erler         | SPD    |              |
| 2013 |              | Matern von Marschall | CDU    | 34,9         |
| 2017 | 28,0         | Matern von Marschall | CDU    |              |
| 2021 |              | Chantal Kopf         | GRÜNE  | 28,8         |
| 2025 | 32,5         | Chantal Kopf         | GRÜNE  |              |

## Wahlergebnisse

### Bundestagswahl 2025
| Kandidaten                                            | Kandidaten                | Parteien/Listen     | Erststimmen | Erststimmen | Zweitstimmen | Zweitstimmen |
| Kandidaten                                            | Kandidaten                | Parteien/Listen     | Stimmen     | %           | Stimmen      | %            |
| ----------------------------------------------------- | ------------------------- | ------------------- | ----------- | ----------- | ------------ | ------------ |
|                                                       | Klaus Thomas Schüle       | CDU                 | 47.806      | 24,5        | 43.345       | 22,2         |
|                                                       | Ludwig Striet             | SPD                 | 30.486      | 15,7        | 29.933       | 15,3         |
|                                                       | Chantal Kopfgewählt im WK | GRÜNE               | 63.281      | 32,5        | 51.967       | 26,6         |
|                                                       | Ruben Leonhard Schäfer    | FDP                 | 5.541       | 2,8         | 8.284        | 4,2          |
|                                                       | Martina Rose-Marie Kempf  | AfD                 | 20.008      | 10,3        | 20.285       | 10,4         |
|                                                       | Vinzenz Hans Glaser       | LINKE               | 19.518      | 10,0        | 27.165       | 13,9         |
|                                                       | –                         | dieBasis            | –           | –           | 463          | 0,2          |
|                                                       | Ulrich Karl Kissel        | FREIE WÄHLER        | 2.574       | 1,3         | 1.400        | 0,7          |
|                                                       | –                         | Tierschutzpartei    | –           | –           | 1.649        | 0,8          |
|                                                       | Josef Drexl               | Die PARTEI          | 1.842       | 0,9         | 903          | 0,5          |
|                                                       | Adrian Cedric Nantscheff  | Volt                | 3.469       | 1,8         | 2.139        | 1,1          |
|                                                       | –                         | ÖDP                 | –           | –           | 374          | 0,2          |
|                                                       | –                         | Bündnis C           | –           | –           | 275          | 0,1          |
|                                                       | Elias Krieger             | MLPD                | 238         | 0,1         | 74           | 0,0          |
|                                                       | –                         | BÜNDNIS DEUTSCHLAND | –           | –           | 156          | 0,1          |
|                                                       | –                         | BSW                 | –           | –           | 6.858        | 3,5          |
| Gesamt                                                | Gesamt                    | Gesamt              | 194.763     | 100         | 195.270      | 100          |
|                                                       |                           |                     |             |             |              |              |
| Ungültige Stimmen                                     | Ungültige Stimmen         | Ungültige Stimmen   | 1.297       | 0,7         | 790          | 0,4          |
| Wähler                                                | Wähler                    | Wähler              | 196.060     | 85,9        | 196.060      | 85,9         |
| Wahlberechtigte                                       | Wahlberechtigte           | Wahlberechtigte     | 228.338     |             | 228.338      |              |
|                                                       |                           |                     |             |             |              |              |
| Quellen: Die Bundeswahlleiterin, Kandidaten – Stimmen |                           |                     |             |             |              |              |

### Bundestagswahl 2021
Die Bundestagswahl 2021 hatte folgendes Ergebnis:
| Direktkandidat        | Partei               | Erststimmen in % | Zweitstimmen in % |
| --------------------- | -------------------- | ---------------- | ----------------- |
| Matern von Marschall  | CDU                  | 20,6             | 17,4              |
| Julia Söhne           | SPD                  | 26,3             | 21,2              |
| Chantal Kopf          | GRÜNE                | 28,8             | 31,6              |
| Claudia Raffelhüschen | FDP                  | 7,7              | 10,6              |
| Marco Näger           | AfD                  | 4,5              | 4,9               |
| Tobias Pflüger        | DIE LINKE            | 5,3              | 6,9               |
| —                     | Tierschutzpartei     | —                | 1,2               |
| Hanna Kohl            | Die PARTEI           | 1,5              | 1,0               |
| Anke Glenz            | FREIE WÄHLER         | 1,5              | 1,0               |
| —                     | PIRATEN              | —                | 0,3               |
| —                     | ÖDP                  | —                | 0,3               |
| —                     | NPD                  | —                | 0,0               |
| —                     | DiB                  | —                | 0,1               |
| Mira Kaizl            | MLPD                 | 0,1              | 0,0               |
| —                     | DKP                  | —                | 0,0               |
| Sabine Kropf          | dieBasis             | 2,3              | 2,1               |
| —                     | Bündnis C            | —                | 0,2               |
| —                     | BÜRGERBEWEGUNG       | —                | 0,1               |
| —                     | BÜNDNIS21            | —                | 0,0               |
| —                     | LKR                  | —                | 0,0               |
| Simon Grimm           | Die Humanisten       | 0,3              | 0,2               |
| —                     | Gesundheitsforschung | —                | 0,1               |
| —                     | Team Todenhöfer      | —                | 0,3               |
| Anna Rasputina        | Volt                 | 0,6              | 0,4               |
| Alexander Grevel      | KlimalisteBW         | 0,4              | —                 |

### Bundestagswahl 2017
| Direktkandidat                  | Partei            | Erststimmen in % | Zweitstimmen in % |
| ------------------------------- | ----------------- | ---------------- | ----------------- |
| Matern von Marschall            | CDU               | 28,0             | 28,1              |
| Julien Bender                   | SPD               | 22,7             | 17,5              |
| Kerstin Andreae                 | GRÜNE             | 25,7             | 21,2              |
| Adrian Hurrle                   | FDP               | 5,3              | 9,3               |
| Volker Kempf                    | AfD               | 7,2              | 7,9               |
| Tobias Pflüger                  | DIE LINKE         | 7,3              | 11,2              |
| —                               | PIRATEN           | —                | 0,3               |
| —                               | NPD               | —                | 0,1               |
| Sonia-Ellen Hösl                | Tierschutzpartei  | 1,6              | 1,1               |
| —                               | FREIE WÄHLER      | —                | 0,3               |
| —                               | ÖDP               | —                | 0,4               |
| Martin Halbritter               | MLPD              | 0,1              | 0,1               |
| —                               | Tierschutzallianz | —                | 0,2               |
| —                               | BGE               | —                | 0,5               |
| —                               | DiB               | —                | 0,3               |
| —                               | DKP               | —                | 0,0               |
| —                               | DM                | —                | 0,1               |
| —                               | DIE RECHTE        | —                | 0,0               |
| —                               | MENSCHLICHE WELT  | —                | 0,1               |
| Tim Jochmann                    | Die PARTEI        | 1,4              | 1,0               |
| —                               | V-Partei³         | —                | 0,1               |
| Peter Uhrmeister                | Bündnis C         | 0,2              | —                 |
| Daniel Barski, Bürgerkandidaten | —                 | 0,3              | —                 |

### Bundestagswahl 2013
| Direktkandidat       | Partei              | Erststimmen in % | Zweitstimmen in % |
| -------------------- | ------------------- | ---------------- | ----------------- |
| Matern von Marschall | CDU                 | 34,9             | 35,4              |
| Gernot Erler         | SPD                 | 30,0             | 22,1              |
| Sascha Fiek          | FDP                 | 1,9              | 4,8               |
| Kerstin Andreae      | GRÜNE               | 20,9             | 19,8              |
| Tobias Pflüger       | DIE LINKE           | 4,9              | 7,9               |
| André Martens        | PIRATEN             | 2,3              | 3,0               |
| Michael Kerber       | NPD                 | 0,6              | 0,5               |
| —                    | REP                 | —                | 0,2               |
| —                    | Tierschutzpartei    | —                | 0,9               |
| —                    | ÖDP                 | —                | 0,4               |
| —                    | PBC                 | —                | 0,2               |
| —                    | Volksabstimmung     | —                | 0,2               |
| —                    | MLPD                | —                | 0,0               |
| —                    | BüSo                | —                | 0,0               |
| Elke Fein            | AfD                 | 2,5              | 3,8               |
| —                    | BIG                 | —                | 0,0               |
| —                    | pro Deutschland     | —                | 0,1               |
| Rolf Dieter Hauser   | FREIE WÄHLER        | 0,7              | 0,4               |
| —                    | PARTEI DER VERNUNFT | —                | 0,1               |
| —                    | RENTNER             | —                | 0,2               |
| Markus Benz          | Die Violetten       | 0,3              | —                 |
| Martin Kissel        | Einzelbewerber      | 1,1              | —                 |
| Naseem Verweyen      | Einzelbewerber      | 0,0              | —                 |

### Bundestagswahl 2009
Die Bundestagswahl 2009 hatte folgendes Ergebnis:
| Direktkandidat   | Partei                | Erststimmen in % | Zweitstimmen in % | Bundestagswahl 2005 Zweitstimmen in % |
| ---------------- | --------------------- | ---------------- | ----------------- | ------------------------------------- |
| Daniel Sander    | CDU                   | 28,8             | 27,1              | 29,6                                  |
| Gernot Erler     | SPD                   | 33,0             | 21,0              | 31,0                                  |
| Kerstin Andreae  | Bündnis 90/Die Grünen | 21,8             | 22,8              | 22,8                                  |
| Sascha Fiek      | FDP                   | 8,2              | 14,1              | 9,1                                   |
| Uta Spöri        | Die Linke.            | 6,2              | 8,9               | 4,9                                   |
| –                | PIRATEN               | –                | 2,8               | –                                     |
| –                | Die Tierschutzpartei  | –                | 0,7               | –                                     |
| Heiko Trenkle    | REP                   | 0,7              | 0,6               | 0,5                                   |
| Susanne Hoffmann | NPD                   | 0,6              | 0,5               | 0,7                                   |
| –                | PBC                   | –                | 0,4               | 0,3                                   |
| Markus Benz      | DIE VIOLETTEN         | 0,7              | 0,4               | –                                     |
| –                | ödp                   | –                | 0,3               | –                                     |
| –                | Volksabstimmung       | –                | 0,2               | –                                     |
| –                | MLPD                  | –                | 0,1               | 0,1                                   |
| –                | DVU                   | –                | 0,1               | –                                     |
| –                | BüSo                  | –                | 0,0               | 0,1                                   |
| –                | ADM                   | –                | 0,0               | –                                     |